# Međunarodni dan života
Međunarodni dan života dan je u crkvenoj godini kojim se naglašava vrijednost i potiče na zaštitu svakog ljudskog života od začeća do prirodne smrti. U Hrvatskoj se obilježava prve nedjelje u veljači.

## Povijest
Papa Ivan Pavao II. u svojoj je enciklici Evangelium Vitae iz 1995. godine, uz ostalo, predložio i godišnje obilježavanje Dana života. U pojedinim državama ovaj se dan obilježava na različite nadnevke. U Irskoj se obilježava u listopadu, u Škotskoj u svibnju, u Engleskoj i Walesu u lipnju, a u Meksiku u ožujku.
U Hrvatskoj se obilježava od 1996. godine, kada je Hrvatska biskupska konferencija za obilježavanje Dana života odredila prvu nedjelju u veljači.

## Vanjske poveznice
- [neaktivna poveznica] (engl.)
- Ured Hrvatske biskupske konferencije za život i obitelj